# 스기우라 다다시
스기우라 다다시(일본어: 杉浦 忠, 1935년 9월 17일 ~ 2001년 11월 11일)는 일본의 전 프로 야구 선수이자 야구 지도자, 야구 해설가·평론가이다.

## 인물

### 프로 입단 전
아이치 현립 고로모 고등학교(현재의 아이치 현립 도요타니시 고등학교)를 거쳐 릿쿄 대학에 진학했다. 대학에서는 동기인 나가시마 시게오, 모토야시키 긴고와 함께 ‘릿쿄 3인방’라고 불리었다. 고교 시절에는 무명의 강속구 투수였다.
1학년 봄부터 마운드에 올랐고 원래는 오버스로 투수였으나 대학 2학년 때 어깨 부상으로 사이드암(언더스로라는 이야기도 있다)으로 전향했다. 따라서 투구 폼이 옆으로 던지면서도 팔꿈치가 먼저 나오는 것이 오버스로 시절의 폼 그대로였고 이것이 스기우라의 공에 독특한 회전과 구위를 주었다. 또한 천성적인 관절의 부드러움(특히 고관절)이 자연스럽게 사이드암 투구 폼에 이어져 위력 발군의 직구를 구사하는 요인이 됐다. ‘손목을 세워서 언더스로’라고 말했던 폼(벤치에서도 손목 스냅에서 나오는 소리가 들렸다고 한다)은 당시 시즌 30승을 거두었던 요미우리의 오토모 다쿠미를 모델로 삼은 것으로 알려져 있다. 도쿄 6대학 야구 연맹 통산 36승(릿쿄의 OB 중 최다) 12패, 평균 자책점 1.19, 233탈삼진, 베스트 나인을 두 차례나 선정됐다. 승리의 대부분을 차지하는 28승이 폼 변경 이후 2년 간 거둔 승리였다.
1957년 춘·추계 연패에 기여했고 가을에 열렸던 와세다 대학과의 경기에서는 모리 도루, 기쓰기 후미오 등이 갖춰진 강력 타선을 누르고 노히트 노런을 달성했다. 같은 해에 열린 전일본 대학 야구 선수권 대회에서도 결승전 상대이자 오키쓰 다쓰오 등이 소속된 센슈 대학을 누르고 팀의 우승을 이끌었다.

### 프로 야구 선수 시절
릿쿄 대학을 졸업하고 1958년에 난카이 호크스에 입단하게 됐다. 입단 당시 난카이에서 릿쿄 대학의 선배이기도 했던 오사와 마사요시(오사와 게이지)로부터 적지 않은 금액의 영양비를 나가시마와 함께 받고 있었으나 난카이의 감독인 쓰루오카(야마모토) 가즈토에게 “제가 그런 사람으로 보이십니까?”라며 날카로운 말로 거절했다는 에피소드와 함께, 번복하여 요미우리에 입단한 나가시마에 대비해 의리를 보이며 난카이에 입단한 스기우라의 모습은 아직도 이야깃거리가 되고 있다(나가시마의 번복은 가족이 회유됐기 때문이라고도 한다. 또한 나가시마는 프로 입단 후 릿쿄 시절에 받았던 금액을 전부 반환했다).
입단 후 신인이면서도 개막전 선발 투수를 맡아 도에이 플라이어스를 상대로 승리 투수가 됐다. 손 아래부터 떠오르는 직구와 옆으로 크게 휘어지는 커브로 프로 타자들을 마음대로 요리하며 입단 첫 해에 27승이라는 성적을 거둬 신인왕을 차지했다. 쓰루오카 감독으로부터 “이제 겨우 니시테쓰를 두드릴 수 있게 됐다”라는 칭찬을 듣기도 하였다.
2년째인 1959년에는 38승에 불과 4패(승률 9할 5리)라는 압도적인 성적으로 난카이의 리그 우승에 기여하였고(24선발승(55년 하세가와 료헤이와 타이)으로 55년 오토모 다쿠미(26선발승)에 이어 역대 잠수함 최다 선발승 2위에 랭크되었지만 68년 같은 팀 미나가와 무쓰오가 26선발승으로 타이 기록을 세움) 퍼시픽 리그 MVP를 수상했다(투수 부문 5관왕). 같은 해에 기록한 54와 2/3이닝 연속 무실점 기록은 퍼시픽 리그 기록이다. 이후 일본 시리즈에서는 요미우리 자이언츠를 상대로 1차전부터 4차전까지 모두 등판해 4연투를 하며 4연승으로 맹활약을 하는 등 난카이의 첫 일본 시리즈 정상으로 이끌었고 일본 시리즈 MVP를 수상했다. 이 때 기자들에게 둘러쌓인 스기우라는 “혼자가 되면 기쁨이 북받쳐 오르겠죠”라고 말하려던 것을 “혼자가 되어 울고 싶다”라고 말했다고 그의 자서전인 《내가 사랑했던 야구》에서 밝혔다.
한편, 1959년 24선발승으로 역대 퍼시픽리그 정규시즌 MVP 최다 선발승 기록을 세웠지만 2013년 다나카 마사히로에 의해 타이가 됐다.
동료였던 다쿠와 모토지는 스기우라에 대해 다음과 같이 말했다.

스기우라의 투구를 ‘위에는 위가 있다’고 섬뜩했다. 투구 철학에서도 공 하나를 낭비하지 않는다. 그래서 내가 아는 한 스기우라가 고의 사구로 보내는 것을 본 적이 없다. 볼넷을 싫어해서 어떻게 하면 가장 적은 투구 수로 아웃을 잡을지를 생각했다. 한큐의 야마다 히사시도 좋은 언더핸드였지만 유형이 달랐다. 스기우라는 아래에서 던지지만 손목이 위에서 던지는 궤도를 그린다. 니시테쓰와의 대결에서는 스기우라와 이나오 가즈히사의 에이스 대결이 성사됐는데 내가 불펜에 가려고 했더니 두목(쓰루오카)이 “넌 벤치에 가만 있어라”라며 만류시켰다. 그 말은 구원이 필요없다는 것으로 그만큼 신뢰할 수 있었다. 38승을 거둔 2년차에는 언제 질까 생각해 보고 있었다. 또 저런 투수는 나오지 않는다.

이후에도 에이스로 활약했으나 연투에 의해 오른팔에 혈행장애라는 문제가 생겼고, 노무라 가쓰야의 반대를 무릅쓰고 익혔던 싱커가 오히려 특색을 없애며 성적은 서서히 떨어졌다(슬라이더를 권했던 노무라는 훗날 자신의 저서에서 “만약 싱커를 익히지 않았더라면 더 이길 수 있었을 것이다”라고 밝히며 설득에 실패한 것에 대해서 후회했다). 긴 이닝을 맡을 수 없게 된 선수 생활의 말년에는 주로 릴리프로써 활약했다. 1966년에 투수 코치를 겸임했고 1967년까지 역임했다.
1970년 시즌 끝으로 현역에서 은퇴했다. 이듬해 1971년 3월 오사카 구장에서 요미우리와의 시범 경기가 은퇴 경기로 진행돼 친구인 나가시마의 타석에서 등판했다. 나가시마는 기자들의 질문에 “마음껏 흔들어 삼진당하겠다”라고 답했지만 결과는 은퇴 경기의 ‘약속’이었던 삼진이 아니라 충격적인 중전 안타였다. 이것이 나가시마의 전별이며 우정의 상징이라고 했다. 스기우라는 이 일을 되돌아보며 “나가시마가 진심으로 향했던 것에 대해 나는 매우 기뻤고, 자부심을 느낀다. 잠자리가 멈출 때와 같은 헤롱헤롱한 공이었다면, 그는 헛스윙하고 삼진당하지 않았을까”라고 말했다.

### 그 후
현역 은퇴 후에는 마이니치 방송의 해설자를 거쳐 릿쿄의 대선배인 니시모토 유키오에게서 요청받아 1974년부터 1977년까지 긴테쓰 버펄로스의 투수 코치를 역임하여 스즈키 게이시 등을 지도했다. 그 후 다시 마이니치 방송의 해설자를 맡았다.
1985년 오프 시즌에 친정 팀인 난카이의 감독으로 취임해 1986년 오프 시즌에 영입한 가토 히데지(요미우리에서 자유 계약이 되어 니시모토의 중개로 이적)의 현역 생활 마지막의 분투가 있어 난카이는 1987년 9월까지 오래간만의 우승 경쟁을 벌이기도 했다. 1988년, 팀은 다이에에 매각되면서 후쿠오카로 이전하게 됐고 후쿠오카 다이에 호크스의 첫 감독이 됐지만 1989년 시즌 끝으로 퇴임했다. 1990년에 프런트에 입성하여 1994년에 현장에서 은퇴했다.
호크스에서 퇴단한 이후에는 규슈 아사히 방송(KBC)의 해설자를 맡아 ‘부처의 스기우라, 악마의 가와무라’로 인기를 얻었다. 부드럽고 온화한 말투로 인기를 얻었지만 때로는 질타와 격려의 발언을 남기기도 하였다. 당시의 캐치프라이즈는 ‘마이크 앞의 신사’(マイクの前のジェントルマン)로 ‘야구계의 신사’도 소개되고 있었다. 1999년에 난카이의 후신인 다이에가 우승을 차지했던 경기의 라디오 방송에서는 “혼자 나카스에서 술을 마시고 싶다”고 중계석에서 코멘트했다.
2001년부터 프로 야구 마스터스 리그의 오사카 로만스의 코치로 취임해 3경기 만에 대리 감독을 맡았다. 같은 해 11월 11일에 오사카 로만스의 원정으로 숙박하고 있던 삿포로시내의 호텔에서 급성 심근 경색으로 사망했다(향년 66세). 정토진종 혼간지파 사카이 별원에서 열린 추도식에서는 산몬 앞에 모인 팬들이 내건 난카이의 깃발과 구단 노래인 ‘난카이 호크스의 노래’의 합창으로 배웅받았다.
스기우라의 공적을 기려 마스터스 리그의 최우수 투수에게 주어지는 ‘스기우라상’(杉浦賞)이 제정됐다.

## 에피소드

### 이나오 가즈히사와의 관계
현역 시절의 동기생인 대투수 이나오 가즈히사와는 대전이 많았던 라이벌이었지만 동시에 마운드에서의 매너를 배우는 등 이나오의 행동을 자신의 것으로 하기 위해 노력했다.
이나오와 같이 던지게 된 경기에서 이나오가 던진 후인 1회말에 스기우라가 마운드에 갔는데, 분명 이나오가 던졌으니 투구 시에 발을 디딘 부분이 패여져 있어야 하는데 마운드는 깨끗한 상태였다. 스기우라는 ‘처음이니까 이런 것일까?’라는 정도로 생각했다. 하지만 2회, 3회가 지나도 마운드는 마찬가지로 깨끗한 상태에 그대로 있었고 로진 가방도 빨리 손에 닿는 곳에 있었다. ‘혹시 이나오가 길들이고 있는 것인가?’라고 느꼈고, 실제로도 그대로였기 때문에 스기우라는 이나오를 “대단한 투수라고 생각한다”고 말했다. 스기우라는 당시의 상황에 대해서 다음과 같이 말했다.

그 때 즉시 이나오에게 배우고 흉내냈다. 하지만 나는 위기 상황에서 마운드가 거칠어지고 있는 것을 잊어버릴만 한데 그는 단 한 번도 나에게 거친 마운드를 내준 적이 없다.

노무라의 저서에서 수시로 제공됐던 에피소드 중 하나는 언젠가의 올스타전에서 벤치에 함께 있었을 때 노무라가 연구하고 있던 이나오의 버릇을 스기우라가 말해버려(스기우라는 노무라가 열심히 연구하는 것을 이나오에게 자랑하려는 의도에서 발언한 것이었다) 다음 시즌부터는 이나오가 버릇을 고치고 상대해 와 새로운 연구를 시작할 수 밖에 없었다는 이야기이다.

### 야구관·인간 관계
- 1948년 오프 시즌에 벳쇼 다케히코가 난카이에서 요미우리로 이적한 사건(일명 벳쇼 빼내기 사건)의 경위를 보고 “얼마나 더러운 것인가”라고 생각한 이후 ‘안티 교진’이 됐다고 한다.
- 타자로써 상대해 보고 싶은 상대를 ‘자신’이라고 말했다. 그 이유는 자신이 던지는 공이 어느 정도인지를 보고 싶기 때문이라고 한다.
- 가네다 마사이치, 무라야마 미노루, 후지타 모토시 등 화려하게 각광받았던 센트럴 리그 투수들에 대해 강한 대항심을 가지고 있었다. 스기우라의 침착한 마운드의 처리나 조용한 말투는 그들에의 대항심에서 나왔다고 한다.
- 난카이로써의 홈 경기 최종전 세레모니에서 “나가시마는 아닙니다만 호크스는 불멸입니다. 감사합니다. (후쿠오카에)다녀오겠습니다!”라고 연설했다.
- 호크스가 후쿠오카로 이전한 후 첫 우승을 거둔 다음날 TV 중계에서는 스기우라가 부 음성으로 해설을 담당했다. 당시의 아나운서였던 와다 야스오와 ‘맥주를 마시면서 야구보기’라는 컨셉으로 방송했지만 스기우라가 술을 마시며 야구를 본 것은 처음이었으며 방송에서 “꽤 괜찮은데”라고 말했다.
- 노래방에서 자주 부르는 노래는 시가 마사루의 〈여자〉였다. 특히 도입 부분의 ‘시가 마사루야!’라는 가사 부분을 ‘스기우라야!’라고 바꿔 불렀다고 한다.
- 집이 노후화돼 가족이 집의 재건축을 제안했을 때 스기우라는 “이 집에 애착이 있다. 싫으면 나가도 좋다”라고 말하며 그 제안을 거절했다. 훗날 KBC의 해설자로 후쿠오카에서 해설을 하고 있을 때에도 오사카부 사카이시의 자택에서 출근했다. 한편 이 집은 스기우라의 사후인 2010년 10월 25일에 화재로 전소됐다.[8]

## 상세 정보

### 출신 학교
- 아이치 현립 고로모 고등학교(현재의 아이치 현립 도요타니시 고등학교)
- 릿쿄 대학

### 선수 경력
- 난카이 호크스(1958년 ~ 1970년)

### 지도자·기타 경력
- 마이니치 방송 야구 해설자
- 난카이 호크스 투수 코치(1966년 ~ 1967년)
- 긴테쓰 버펄로스 투수 코치(1974년 ~ 1977년)
- 난카이 호크스·후쿠오카 다이에 호크스 감독(1986년 ~ 1989년)
- 규슈 아사히 방송 야구 해설자

### 수상·타이틀 경력

#### 타이틀
- 다승왕 : 1회(1959년)
- 최우수 평균 자책점 : 1회(1959년)
- 최고 승률 : 1회(1959년)
- 최다 탈삼진(당시는 타이틀이 아님) : 2회(1959년, 1960년) ※퍼시픽 리그에서는 1989년부터 타이틀로 제정됨

#### 수상
- MVP : 1회(1959년)
- 신인왕(1958년)
- 베스트 나인 : 1회(1959년)
- 최우수 투수 : 1회(1959년)
- 일본 시리즈 MVP : 1회(1959년)
- 일본 시리즈 최우수 투수상 : 1회(1959년)
- 일본 야구 명예의 전당 헌액자(1995년)

### 개인 기록

#### 첫 기록
- 첫 등판·첫 선발·첫 승리 : 1958년 4월 5일, 대 도에이 플라이어스 1차전(고마자와 구장), 7이닝 2실점
- 첫 탈삼진 : 상동, 1회말 부스지마 쇼이치로부터
- 첫 완투 승리 : 1958년 4월 20일, 대 마이니치 다이에이 오리온스 2차전(가와사키 구장), 9이닝 2실점
- 첫 완봉 승리 : 1958년 9월 24일, 대 도에이 플라이어스 22차전(오사카 구장)

#### 기록 달성 경력
- 통산 1000투구 이닝 : 1969년 10월 2일, 대 한큐 브레이브스 28차전(한큐 니시노미야 구장) ※역대 89번째
- 통산 100승 : 1961년 5월 6일, 대 니시테쓰 라이온스 5차전(헤이와다이 야구장) ※역대 32번째
- 통산 1000탈삼진 : 1961년 7월 29일, 대 니시테쓰 라이온스 17차전(오사카 구장), 9회초 기도 노리후미로부터 ※역대 23번째
- 통산 1500투구 이닝 : 1963년 6월 27일, 대 도에이 플라이어스 13차전(메이지 진구 야구장) ※역대 48번째
- 통산 150승 : 1964년 5월 26일, 대 도쿄 오리온스 14차전(오사카 구장) ※역대 17번째
- 통산 1500탈삼진 : 1965년 5월 2일, 대 한큐 브레이브스 5차전(한큐 니시노미야 구장), 8회말 데릴 스펜서로부터 ※역대 13번째
- 통산 2000투구 이닝 : 1965년 5월 19일, 대 도에이 플라이어스 7차전(오사카 구장) ※역대 28번째
- 통산 500경기 등판 : 1968년 5월 24일, 대 한큐 브레이브스 9차전(한큐 니시노미야 구장), 6회말 2사에 3번째 투수로서 구원 등판·마무리, 3과 1/3이닝 무실점 ※역대 22번째

#### 기타
- 올스타전 출장 : 6회(1958년 ~ 1961년, 1964년, 1965년)
- 54.2이닝 연속 무실점(1959년 9월 15일 ~ 10월 20일)

### 등번호
- 21(1958년 ~ 1970년)
- 70(1974년 ~ 1977년)
- 71(1986년 ~ 1988년)
- 81(1989년)

### 연도별 투수 성적
| 연 도       | 소 속       | 등 판 | 선 발 | 완 투 | 완 봉 | 무 4 구 | 승 리 | 패 전 | 세 이 브 | 홀 드 | 승 률 | 타 자 | 이 닝  | 피 안 타 | 피 홈 런 | 볼 넷 | 고 4 | 몸 맞 | 탈 삼 진 | 폭 투 | 보 크 | 실 점 | 자 책 점 | 평 자 책 | W H I P |
| ----------- | ----------- | ----- | ----- | ----- | ----- | ------- | ----- | ----- | -------- | ----- | ----- | ----- | ------ | -------- | -------- | ----- | ---- | ----- | -------- | ----- | ----- | ----- | -------- | -------- | ------- |
| 1958년      | 난카이      | 53    | 34    | 14    | 1     | 3       | 27    | 12    | --       | --    | .692  | 1187  | 299.0  | 235      | 11       | 72    | 4    | 13    | 215      | 4     | 0     | 91    | 68       | 2.05     | 1.03    |
| 1959년      | 난카이      | 69    | 35    | 19    | 9     | 9       | 38    | 4     | --       | --    | .905  | 1377  | 371.1  | 245      | 17       | 35    | 2    | 11    | 336      | 2     | 0     | 67    | 58       | 1.40     | 0.75    |
| 1960년      | 난카이      | 57    | 29    | 22    | 4     | 8       | 31    | 11    | --       | --    | .738  | 1284  | 332.2  | 266      | 28       | 44    | 5    | 5     | 317      | 1     | 0     | 85    | 76       | 2.05     | 0.93    |
| 1961년      | 난카이      | 53    | 20    | 12    | 1     | 1       | 20    | 9     | --       | --    | .690  | 946   | 241.2  | 202      | 24       | 31    | 3    | 10    | 190      | 1     | 0     | 85    | 75       | 2.79     | 0.96    |
| 1962년      | 난카이      | 43    | 18    | 6     | 1     | 1       | 14    | 15    | --       | --    | .483  | 705   | 172.2  | 165      | 12       | 36    | 4    | 5     | 96       | 1     | 0     | 68    | 59       | 3.07     | 1.16    |
| 1963년      | 난카이      | 51    | 24    | 9     | 1     | 3       | 14    | 16    | --       | --    | .467  | 990   | 252.2  | 217      | 30       | 46    | 5    | 1     | 156      | 1     | 0     | 86    | 74       | 2.63     | 1.04    |
| 1964년      | 난카이      | 56    | 33    | 9     | 1     | 3       | 20    | 15    | --       | --    | .571  | 1100  | 270.2  | 253      | 28       | 52    | 4    | 9     | 162      | 1     | 0     | 103   | 91       | 3.02     | 1.13    |
| 1965년      | 난카이      | 36    | 8     | 3     | 0     | 0       | 8     | 1     | --       | --    | .889  | 429   | 111.1  | 85       | 10       | 16    | 0    | 2     | 82       | 0     | 0     | 27    | 27       | 2.19     | 0.91    |
| 1966년      | 난카이      | 27    | 0     | 0     | 0     | 0       | 2     | 4     | --       | --    | .333  | 191   | 51.0   | 42       | 6        | 3     | 0    | 0     | 39       | 0     | 0     | 16    | 14       | 2.47     | 0.88    |
| 1967년      | 난카이      | 45    | 4     | 0     | 0     | 0       | 5     | 5     | --       | --    | .500  | 384   | 98.1   | 82       | 9        | 16    | 2    | 2     | 68       | 0     | 0     | 29    | 26       | 2.39     | 1.00    |
| 1968년      | 난카이      | 41    | 7     | 0     | 0     | 0       | 5     | 6     | --       | --    | .455  | 457   | 111.0  | 100      | 8        | 32    | 6    | 4     | 53       | 1     | 0     | 39    | 33       | 2.68     | 1.19    |
| 1969년      | 난카이      | 30    | 5     | 1     | 0     | 0       | 2     | 7     | --       | --    | .222  | 268   | 65.1   | 68       | 8        | 16    | 1    | 3     | 33       | 0     | 0     | 33    | 30       | 4.15     | 1.29    |
| 1970년      | 난카이      | 16    | 0     | 0     | 0     | 0       | 1     | 1     | --       | --    | .500  | 141   | 35.2   | 28       | 4        | 10    | 1    | 2     | 9        | 0     | 0     | 13    | 11       | 2.75     | 1.07    |
| 통산 : 13년 | 통산 : 13년 | 577   | 217   | 95    | 18    | 28      | 187   | 106   | --       | --    | .638  | 9459  | 2413.1 | 1988     | 195      | 409   | 37   | 67    | 1756     | 12    | 0     | 742   | 642      | 2.39     | 0.99    |

- 굵은 글씨는 시즌 최고 성적.

### 감독으로서의 팀 성적
| 연도       | 소속          | 순위       | 경기 | 승리 | 패전 | 무승부 | 승률 | 승차          | 팀 홈런       | 팀 타율       | 팀 평균자책점 | 연령          |
| ---------- | ------------- | ---------- | ---- | ---- | ---- | ------ | ---- | ------------- | ------------- | ------------- | ------------- | ------------- |
| 1986년     | 난카이 다이에 | 6위        | 130  | 49   | 73   | 8      | .402 | 21.5          | 136           | .251          | 4.46          | 51세          |
| 1987년     | 난카이 다이에 | 4위        | 130  | 57   | 63   | 10     | .475 | 16.0          | 132           | .261          | 3.86          | 52세          |
| 1988년     | 난카이 다이에 | 5위        | 130  | 58   | 71   | 1      | .450 | 17.5          | 162           | .267          | 4.07          | 53세          |
| 1989년     | 난카이 다이에 | 4위        | 130  | 59   | 64   | 7      | .480 | 11.0          | 166           | .257          | 4.74          | 54세          |
| 통산 : 4년 | 통산 : 4년    | 통산 : 4년 | 520  | 223  | 271  | 26     | .451 | B클래스 : 4회 | B클래스 : 4회 | B클래스 : 4회 | B클래스 : 4회 | B클래스 : 4회 |

## 저서
- 《내가 사랑했던 야구(僕の愛した野球)》(가이초샤, 1995년 9월)